# Ana Colonna
Ana Colonna (1601–1658) foi uma nobre italiana das famílias de Colonna e Barberini respectivamente. Ela era também Princesa de Paliano.

## Início de vida
Ana Colonna nasceu em 1601, era filha de Filipe Colonna, Príncipe de Paliano, e Lucrécia Tomacelli, de Galatro, sendo ela assim Princesa de Paliano.
Em 14 de outubro de 1627, aos vinte e seis anos, casou-se com Tadeu Barberini, Príncipe de Palestrina (mais tarde Prefeito de Roma), dois anos mais jovem que ela. O casamento foi celebrado pelo tio de 	Barberini, o Papa Urbano VIII em Castel Gandolfo. No castelo onde o casamento foi celebrado, foi erguido um brasão que fundiu as abelhas heráldicas dos Barberini com a única coluna dos Colonna.

## Em Roma
Como a esposa do patriarca secular da família do papa em Roma, Ana Colonna tornou-se uma das mulheres mais poderosas da cidade e dos Estados Papais. Isso se reflete na riqueza pessoal que ela e Barberini acumularam durante o reinado do Papa Urbano VIII; um pontificado conhecido por seu nepotismo descarado. Seu status também ficava evidente pela maneira como ela era tratada pelas pessoas. Em 1634, quando multidões foram reunidas para um torneio na Piazza Navona, seu lugar é descrito da seguinte maneira:
| “ | De um lado havia uma terceira fileira para a mais nobre das senhoras; e aqui, ocupando o posto de honra, o assento de Dona Ana Colonna e de Dona Costanza Barberini. | ” |

O evento foi realizado em honra da visita de 1634 a Roma do príncipe Alexandre Carlos Vasa da Polônia e a Piazza foi decorada com tapeçarias de ouro e prata. Ana distribuiu diamantes e outros prêmios para os vencedores do torneio.
O botânico Giovanni Baptista Ferrari passou uma quantidade significativa de tempo trabalhando nos jardins do cunhado de Ana, o Cardeal Francesco Barberini. A segunda edição de seu livro referência em botânica, De Florum Cultura, foi dedicada a Ana em 1638. Ana também foi patrona da pintora Giovanna Garzoni.

## Exílio

Ana de Áustria, regente da França.

Após a morte do Papa Urbano VIII, o recém-eleito Papa Inocêncio X, iniciou uma investigação sobre o manejo dos fundos por Barberini durante as Guerras de Castro. O marido de Ana, Tadeu, e seus irmãos, os cardeais Francesco Barberini e Antonio Barberini, foram para o exílio em Paris com o apoio do Cardeal Jules Mazarin. Mazarin era tio de Maria Mancini; esposa do sobrinho de Ana, Lorenzo Colonna, e confidente do irmão de Ana, Cardeal Girolamo Colonna. Mazarin também serviu como capitão de infantaria sob o comando do pai de Ana, Filipe Colonna.
Em 1646, Ana se juntou a seu marido e filhos em Paris, mas não antes de fazer um apelo pessoalmente ao papa, pedindo-lhe que não desnudasse os Barberini de seus bens. O Papa concordou e, embora tenha pago algumas dívidas da propriedade de Barberini, deixou o Barberini sozinho.
Enquanto esteve em Paris, Ana desenvolveu uma estreita amizade com a rainha Ana da Áustria, Regente da França (esposa do falecido Luís XIII da França). Quando Tadeu morreu em 1647, a rainha pediu a Ana para permanecer na França, contudo ela escolheu retornar a Roma.

## Retorno a Roma
Em 1653, com a ajuda de Olimpia Maidalchini, que queria agradar os cardeais cunhados de Ana, ela organizou o casamento de seu filho, Maffeo Barberini, com a neta de doze anos de Maidalchini, Olimpia Giustiniani, sobrinha do Papa Inocêncio. O casamento resolveu muitos problemas de uma só vez, reconciliando as famílias Barberini e Pamphili, permitindo que os exilados Barberini restantes retornassem a Roma e garantindo a continuação da linhagem da família Barberini.
Tendo retornado a Roma, Ana também planejou construir um convento e uma capela em homenagem à Virgem Maria, Nossa Senhora Rainha. Para financiar o projeto, ela apelou ao seu filho mais velho, o Cardeal Carlos Barberini, para dar acesso a parte de seu dote, que havia sido substancial e incluiu a comuna de Palestrina, que forneceu uma base substantiva para o principado hereditário dos Barberini. No entanto, seu filho recusou seu pedido e ela foi forçada a buscar fundos de seu irmão, Girolamo Colonna.
Ana Colonna morreu em 1658 e foi sepultada no terreno do convento.

## Família
Ana Colonna e Tadeu Barberini tiverem cinco filhos:
- Lucrécia Barberini (1628–1699), casou-se com Francisco I d'Este e tornou-se Duquesa de Módena.
- Camila Barberini (1629–1631), morreu na infância.
- Carlos Barberini (1630–1704), tornou-se Cardeal.
- Maffeo Barberini (1631–1685), futuro Príncipe da Palestrina.
- Nicolau Maria Barberini (1635–1699).